# Маарду (футбольний клуб)
Маарду Ліннамеесконд (ест. Maardu Linnameeskond) — естонський футбольний клуб з однойменного міста, заснований у 1997 році. Виступає в Мейстрілізі. Домашні матчі приймає на однойменному стадіоні місткістю 1 000 глядачів.

## Досягнення
- Есілііга
  - Переможець (3): 2017, 2018, 2021.